# Tórtoles de Esgueva
Tórtoles de Esgueva és un municipi de la província de Burgos a la comunitat autònoma de Castella i Lleó. Forma part de la comarca de Ribera del Duero.

## Demografia
| 1991 | 1996 | 2001 | 2004 |
| ---- | ---- | ---- | ---- |
| 618  | 580  | 542  | 529  |